# 軍事保安局 (ドイツ)
軍事保安局（ぐんじほあんきょく、Militärischer Abschirmdienst；略称：MAD）とは、ドイツ連邦軍内において連邦憲法擁護庁と同じ役割を担う機関である。連邦軍における防諜機関である。正式名称は 「軍事保安業務のための機関」（Amt für den militärischen Abschirmdienst）。連邦情報局、連邦憲法擁護庁と並んでドイツの諜報活動を司る。

## 概要
MADは、後方支援業務を担う戦力基盤軍内に編成され、連邦軍内の防諜をつかさどる。本部はケルン駐屯地のコンラート・アデナウアー兵営に置かれる。現在文民職員および連邦軍兵士約1,200名が勤務している。2006年の予算は 7,200万ユーロ。
MADは公開資料、公開調査及び照会などのオシント、実施部隊から入る連絡、並びに他の情報機関からの情報入手を主とする。スパイ及び過激派対策の際には諜報手段も使用するが、連邦軍内にエージェント網は有していないとしている。日本における同種の機関としては自衛隊情報保全隊がある。

## 機構
- 中央任務課（ZA）：部隊勤務の総合問題及び管理
- 第1課：中央特殊任務
- 第2課：過激主義対策
- 第3課：防諜
- 第4課：要人警護/物資防護
- 第5課：技術支援

その外、ドイツ全土には、キール、ハノーファー、ヴィルヘルムスハーフェン、デュッセルドルフ、ミュンスター、マインツ、コブレンツ、シュトゥットガルト、カールスルーエ、ミュンヘン、アンベルク、ライプツィヒ、ゲリトフ及びロストックの14カ所に、MAD支部が配置されている。

## 歴史
原型は、国防省のもととなった「ブランク事務所」（Amt Blank）の情報機構である。創設に携わったのはドイツ国防軍参謀本部の東方外国軍課出身で、ゲーレン機関を支えてきたゲルハルト・ヴェッセル大佐とヨーゼフ・ゼールマイヤー大佐で、ヴェッセルはのちにゲーレン機関が発展して生まれた連邦情報局（BND）に戻り、2代長官となる。
1955年に「連邦国防担当省」（連邦国防省の前身）が発足すると、翌年の1956年1月30日に「ⅣJ保安班」が創設される（公式な創設日はこの日とされる）。1957年には「連邦国軍保安局」（ドイツ語:Amt für Sicherheit der Bundeswehr、略称ASBw）となり、同時に実行部隊として第1グループから6グループが指揮下に置かれた。
1983年から1984年に発生したキースリング事件をきっかけに「ヘッヒェル委員会」が設置され、委員会は広範な組織改革を内容とする「ヘッヒェル報告」を答申した。その結果、MADは国防次官の監督を受けると同時に連邦国防軍総監と幕僚長の指揮下に入ることとなり、名称も「ASBw」から「MAD」へ正式に変更することとなった。また1983年の「国税調査権」に対する憲法裁判所の判決がきっかけで、1990年には「軍事保安局に関する法律」（MAD法）が制定され、法的な基盤が与えられた。
冷戦後の1994年の兵力削減に伴い、MADも組織改編を行った。それまでMADの指揮系統は局、グループ、支部の3段階であったが、局、支部の2段階に改められ、拠点の数も28から14へ削減された。また、ドイツはコソボ、アフガニスタン北部ほか世界の紛争地に3,000名以上の連邦軍兵士を派遣しているため、2004年に法改正があり、海外派遣や人道的措置にかかわる連邦軍の保安のための情報収集を国防大臣の特別命令で実施することが定められた。

## 不祥事
軍事保安局は過去に中道左派政党、ドイツ社会民主党に所属していた連邦国防大臣、ゲオルク・レーバーの秘書に対する監視活動を実施した。軍事保安局は秘書が東ドイツのシュタージの協力者であるという嫌疑を掛け（この嫌疑は後に虚偽であることが判明した）、正当な手続きを経ないまま監視を行い、1978年に雑誌によって暴露されるまでレーバーはその事実を知らなかった。事実の発覚後、レーバーは当時の連邦首相ヘルムート・シュミットの意思に反し、責任を取って辞職した。